# Triệu Gia
Triệu Gia (chữ Hán: 趙嘉; ?-424 TCN), tức Triệu Hoàn tử (趙桓子) là tông chủ thứ 10 của họ Triệu, một trong Lục khanh của nước Tấn dưới thời Xuân Thu.
Ông là con trai của Triệu Vô Tuất, tức Triệu Tương tử, tông chủ thứ 9 của họ Triệu (Sử ký ghi là em cùng mẹ với Vô Tuất). Không rõ năm sinh của ông. Nguyên Triệu Vô Tuất nghĩ mình là con thứ mà được lập, muốn tuân thủ tông pháp trả quyền kế tập lại cho ngành trưởng nên lấy con anh mình là Triệu Chu làm thế tử nhưng Triệu Chu mất sớm, mới lập con Triệu Chu là Triệu Hoán.
Năm 425 TCN Triệu Vô Tuất chết, Triệu Gia phế Triệu Hoán tự lập lên kế tập.
Tuy nhiên chỉ một năm sau Triệu Gia mất, các đại thần muốn khôi phục di nguyện của Triệu Vô Tuất, bèn giết con ông để lập Triệu Hoán kế tập, tức Triệu Hiến tử.